# Gecina
Ne doit pas être confondu avec Grand Paris Aménagement.
Gecina est une société foncière qui détient, gère et développe un patrimoine immobilier de 20 milliards d'euros (fin décembre 2021), situé à près de 97 % en Ile-de-France,.
Gecina est une société d'investissement immobilier cotée (SIIC) sur Euronext Paris et compte près de 500 salariés. La foncière oriente son activité autour du premier patrimoine de bureaux de France et d'Europe et d'un patrimoine d'actifs résidentiels et de résidences pour étudiants, qui représentent plus de 9 000 logements.
...à ne pas confondre avec la Foncière Grand Paris Aménagement (GPA, l'ancienne Agence foncière et technique de la région parisienne (AFTRP),  un établissement public à caractère industriel et commercial (EPIC) créé par l'État en 1962 pour l'Île-de-France.

## Histoire
Gecina est créée en janvier 1959, sous l'appellation Groupement pour le Financement de la Construction (GFC), drainant les fonds d'une soixantaine de compagnies d'assurance pour financer le développement d'immeubles résidentiels.
La société est renommée Gecina en 1998, après certaines acquisitions (Foncina, UIF, Foncière Vendôme). Gecina poursuit son développement par l'acquisition de plusieurs sociétés immobilières, dont une fusion avec Simco en 2003. Gecina adopte en 2003 le statut SIIC (société d'investissement immobilier cotée) qui lui permet notamment de diversifier son patrimoine et de se développer dans le secteur tertiaire.
En juin 2017, Gecina annonce l'acquisition d'Eurosic pour 3,3 milliards d'euros, qui lui permet de devenir la 4e foncière européenne et la 1re foncière de bureaux,. Eurosic avait acquis la Foncière de Paris en 2016, qui elle-même avait fusionné avec la Foncière Paris France en 2013.
La Caisse de dépôt et placement du Québec est le 1er actionnaire, en 2018, de Gecina, en détenant 23 % des parts du capital.
Le 21 juillet 2018, elle cède pour près de 20 millions d'euros de restaurants de chaînes appartenant pour l'essentiel à Léon de Bruxelles et Courtepaille. Ces actifs étaient détenus depuis l'acquisition d'Eurosic en 2017.
En 2020, Gecina filialise son activité résidentielle pour développer son patrimoine de logements dans les zones les plus centrales des grandes métropoles et à destination de la classe moyenne,,.

## Stratégie
En 2015, l'activité de Gecina  est concentrée sur l'immobilier de bureaux dans les principaux quartiers d'affaires parisiens. Elle poursuit son développement avec l'acquisition d'immeubles de bureaux sur les quartiers d'affaires de La Défense (acquisition de la Tour T1),
de Boulogne-Billancourt (acquisition de l'immeuble City 2
),
de la région lyonnaise (acquisition de Sky 56)
et du QCA parisien (acquisition du 145 rue de Courcelles
et du 34 rue Guersant).
En 2016 la foncière cède son patrimoine d'immobilier de santé.
En juillet 2018, Gecina change de cible, et affirme vouloir se concentrer bien plus sur l'immobilier résidentiel, à Paris surtout.
En décembre 2018 : lancement de la marque relationnelle YouFirst.

## Gouvernance
Gecina a été nommée en 2016, 2017, 2018, 2019 et en 2021 en tête du SBF 120 sur les enjeux de féminisation des instances dirigeantes.
Beñat Ortega a succédé en avril 2022 à Méka Brunel, Directrice générale depuis janvier 2017.

## Patrimoine
Le patrimoine de Gecina compte des grands noms de l'architecture française ou internationale : Ateliers Jean Nouvel, Jean-Paul Viguier, Valode et Pistre, AIA, Ateliers 234, Skidmore, Owings and Merrill, Atelier Zündel Cristea, Elisabeth Naud et Luc Poux, Foster + Partners, Franklin Azzi, Anthony Béchu, CALQ, Chaix et Morel, DTACC, François Leclercq, Jean Dubuisson, Dusapin-Leclercq, Franck Hammoutène, Lobjoy & Bouvier, Pei Cobb Freed & Partners…
Le patrimoine de Gecina compte notamment des immeubles emblématiques comme la Tour Mirabeau, la Tour Horizons, la Tour T1.

Quelques actifs du patrimoine de Gecina
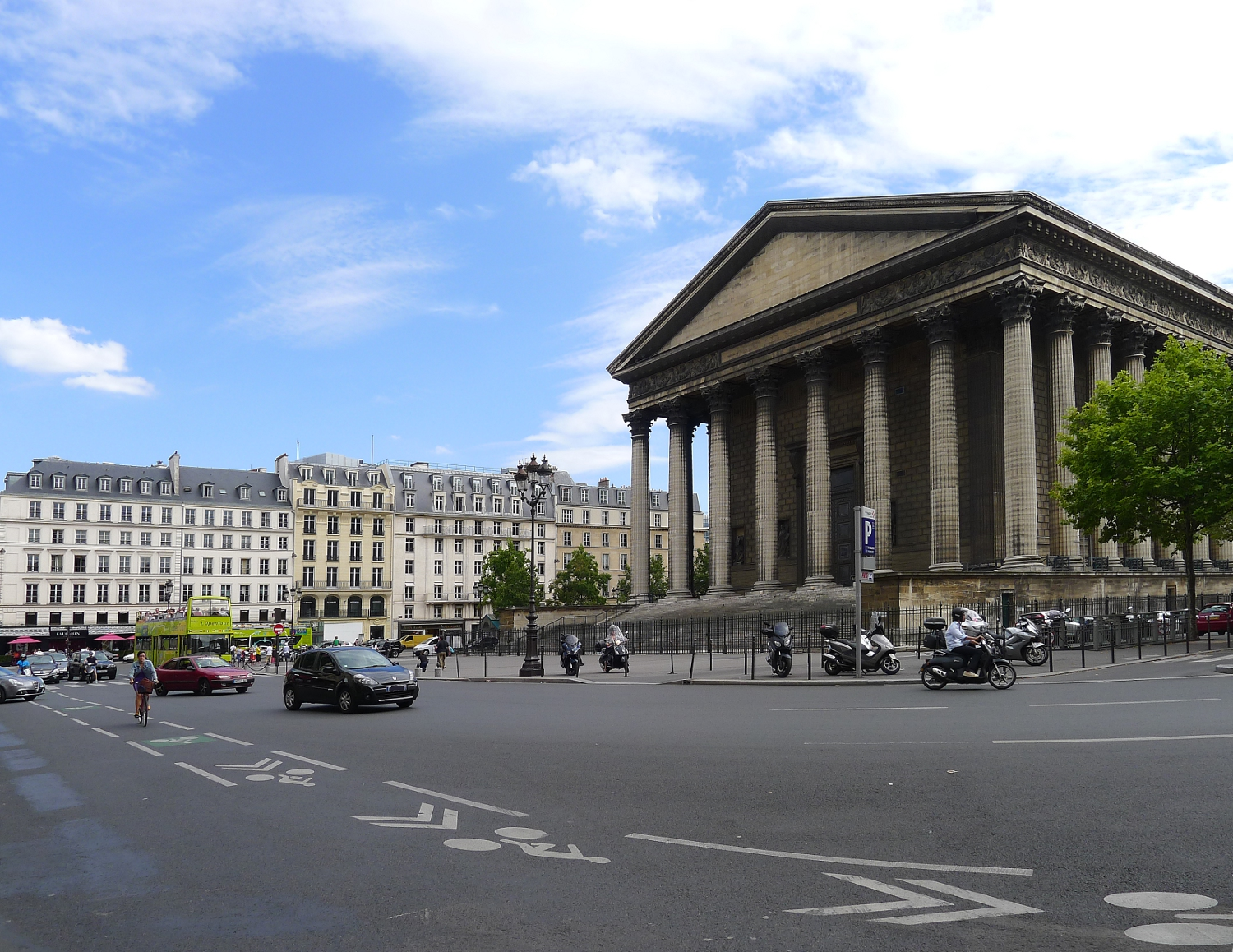
18-20 place de la Madeleine
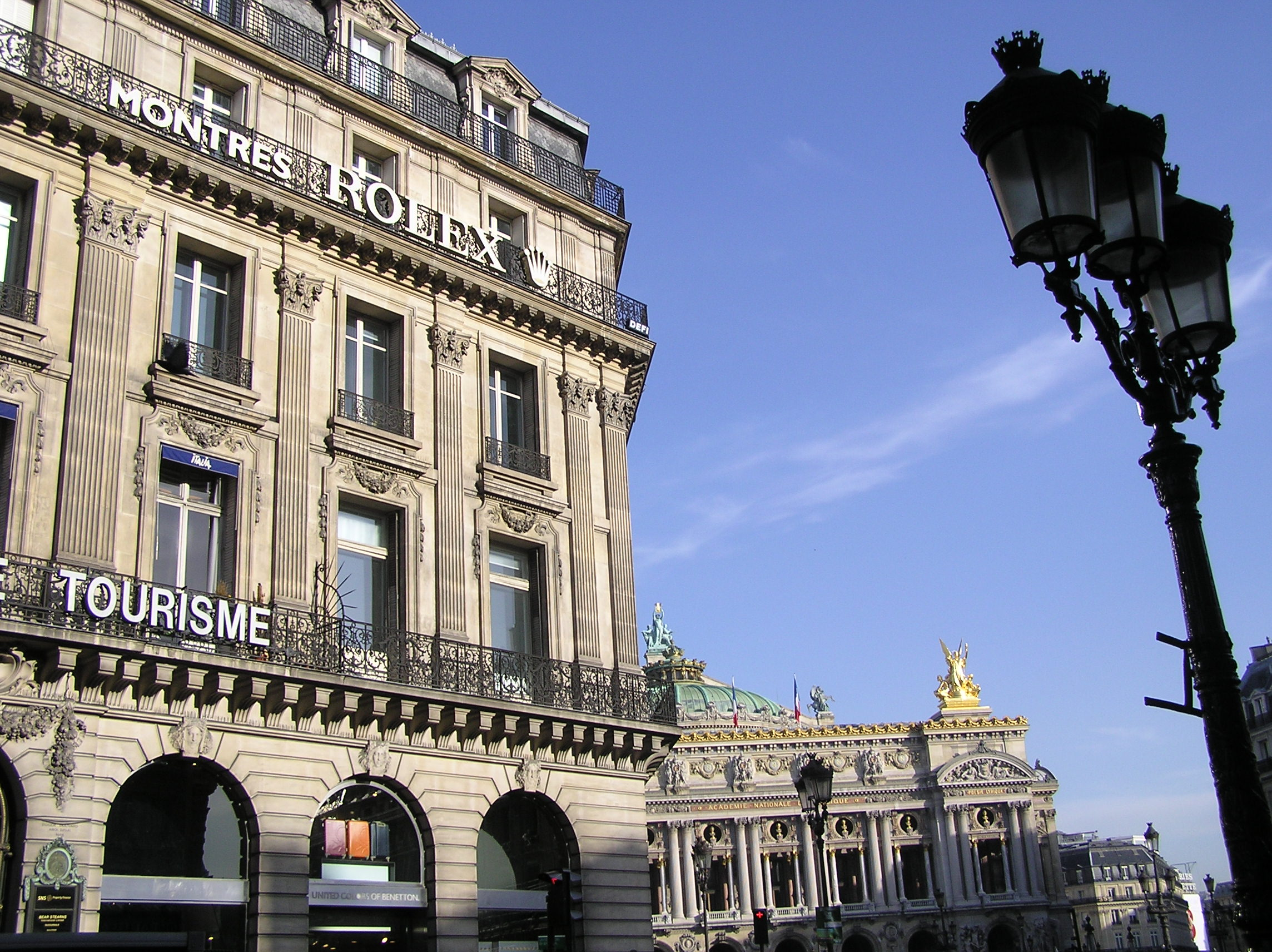
3 Place de l'Opéra
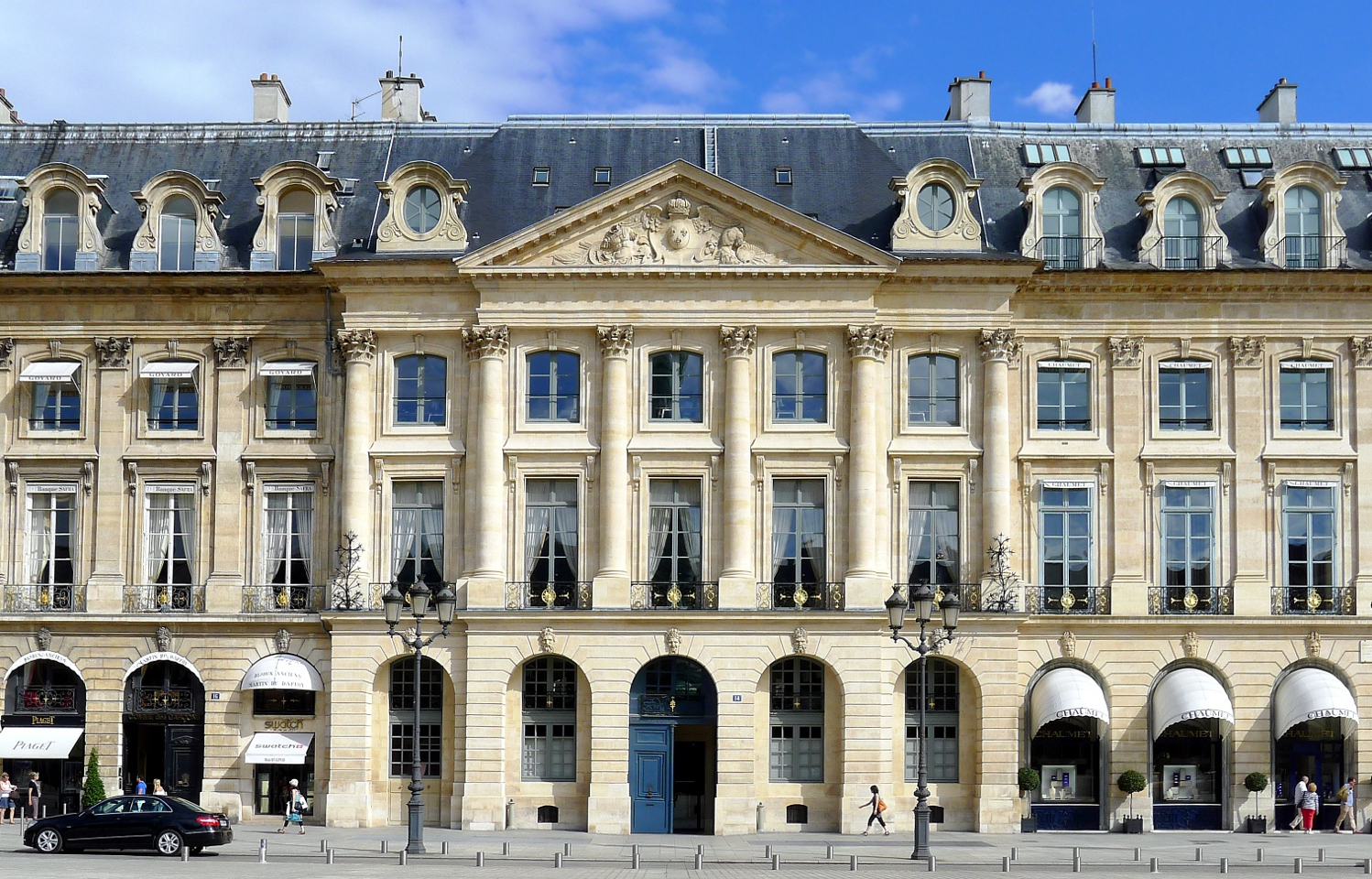
10-12 place Vendôme
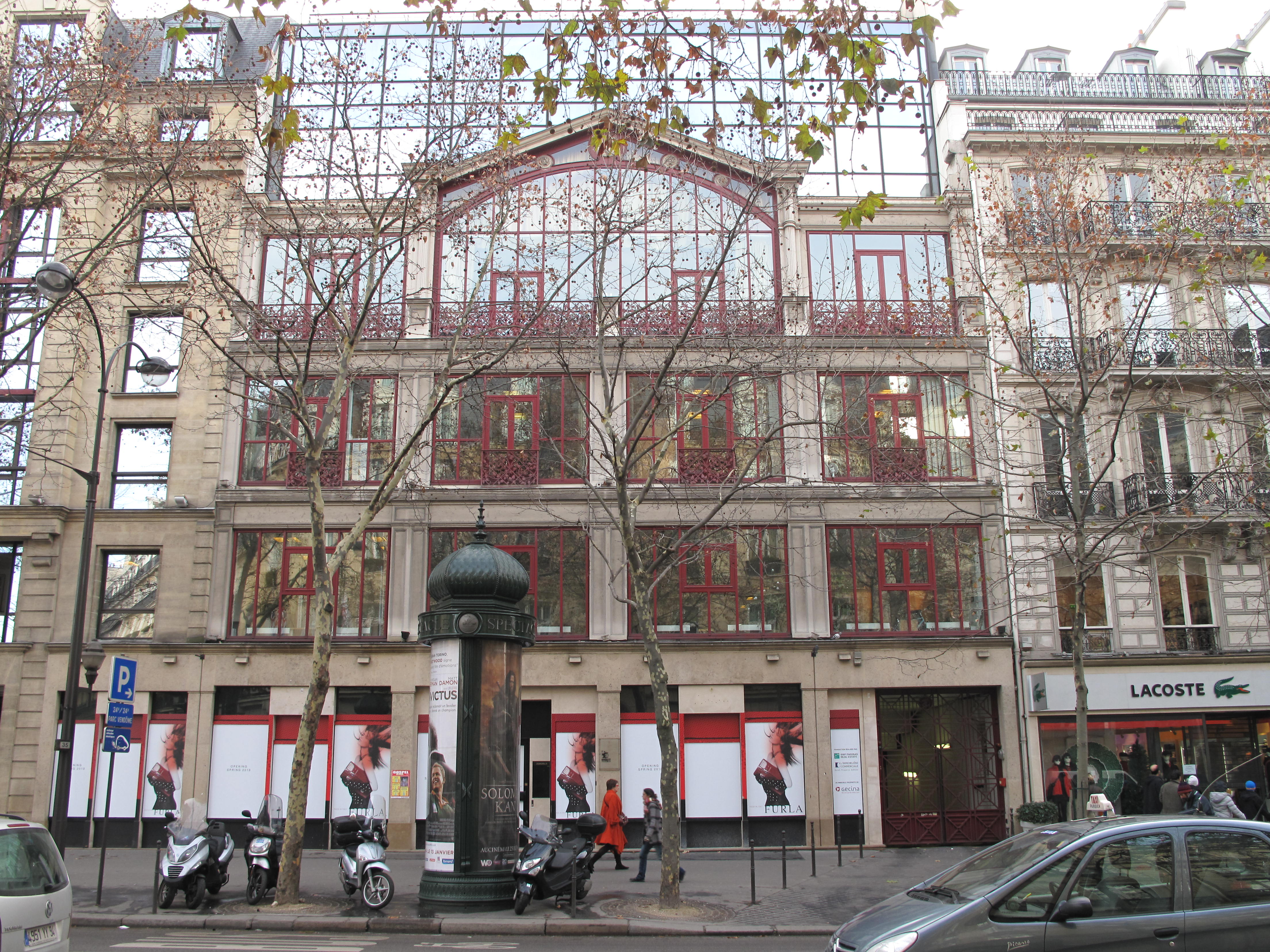
35 Bd des Capucines
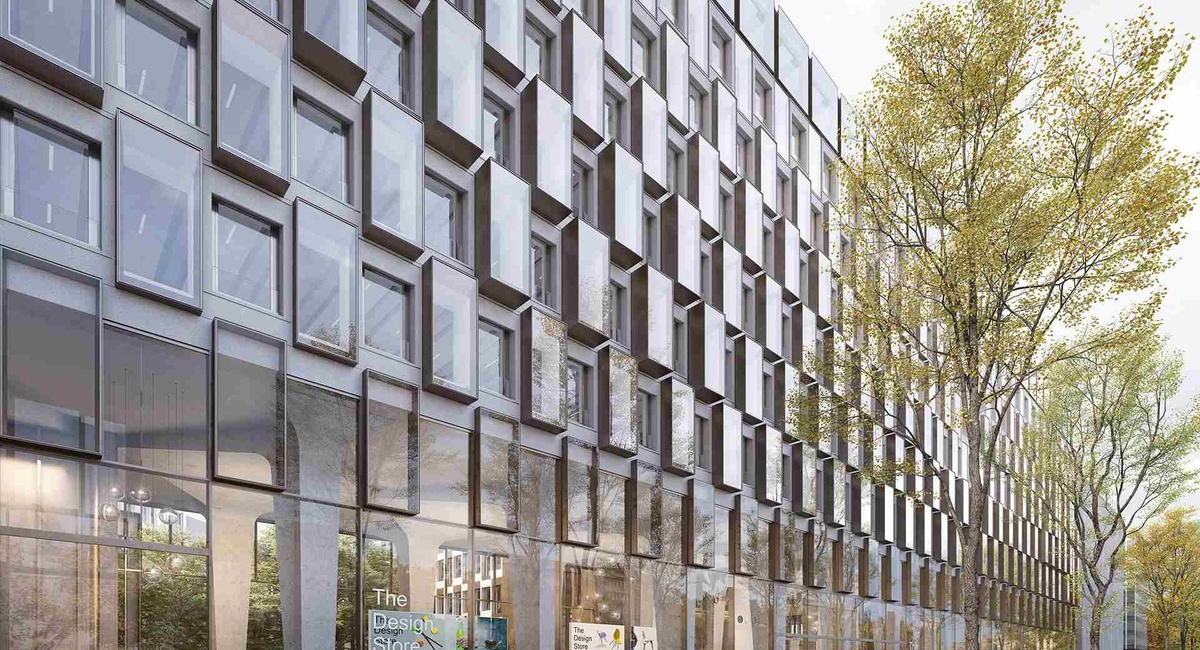
75 avenue de la Grande Armée 75016 Paris
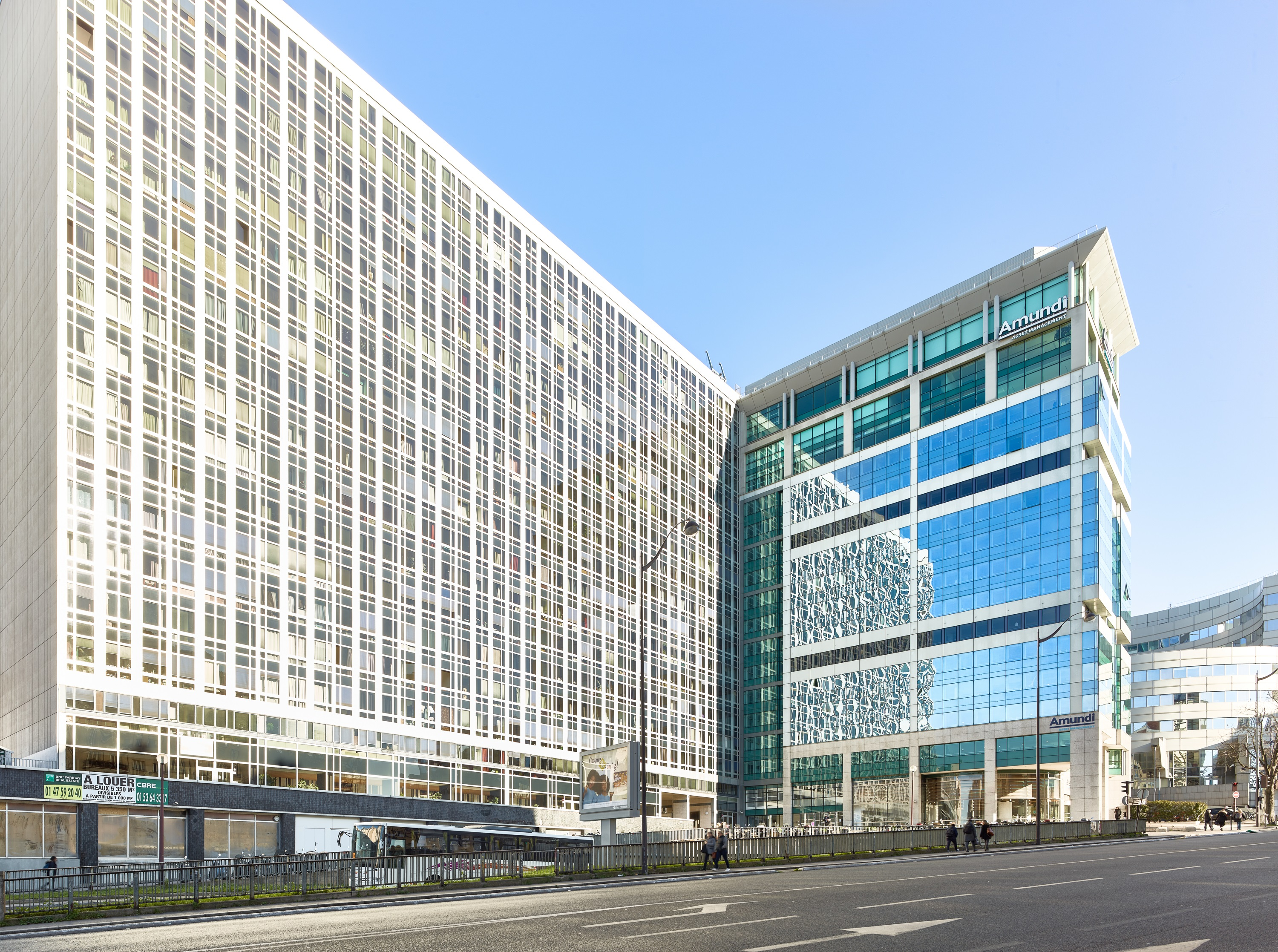
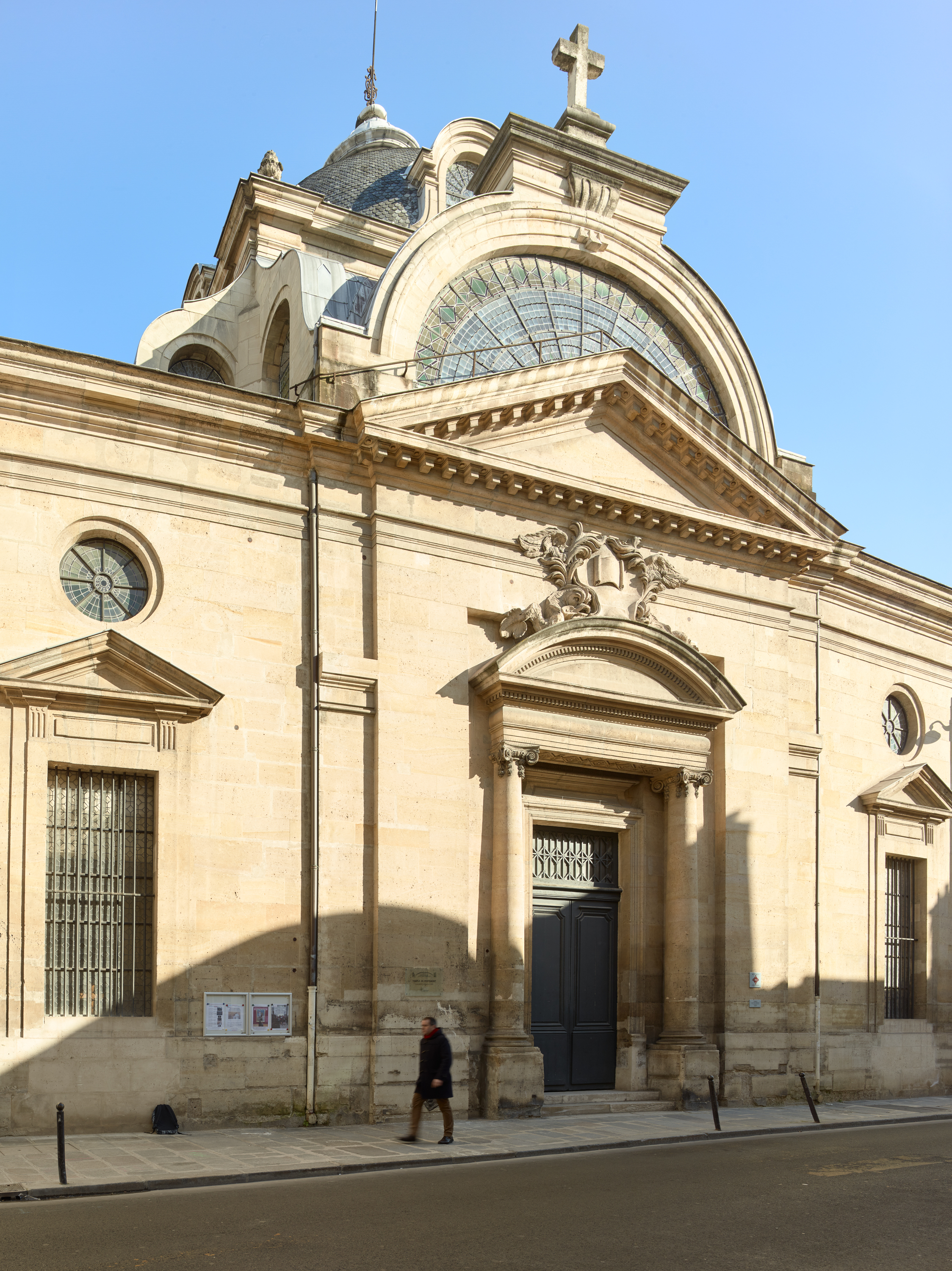
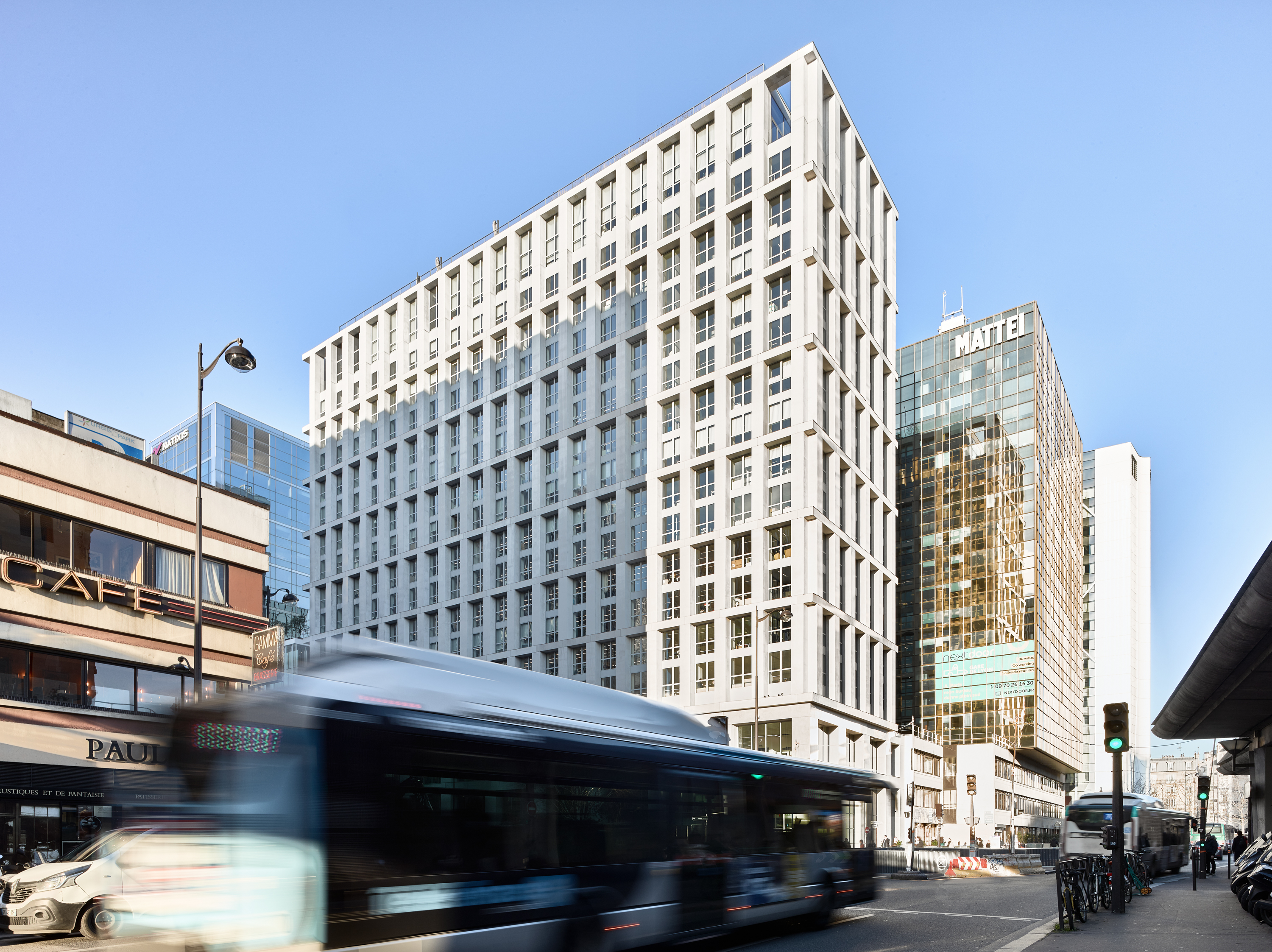
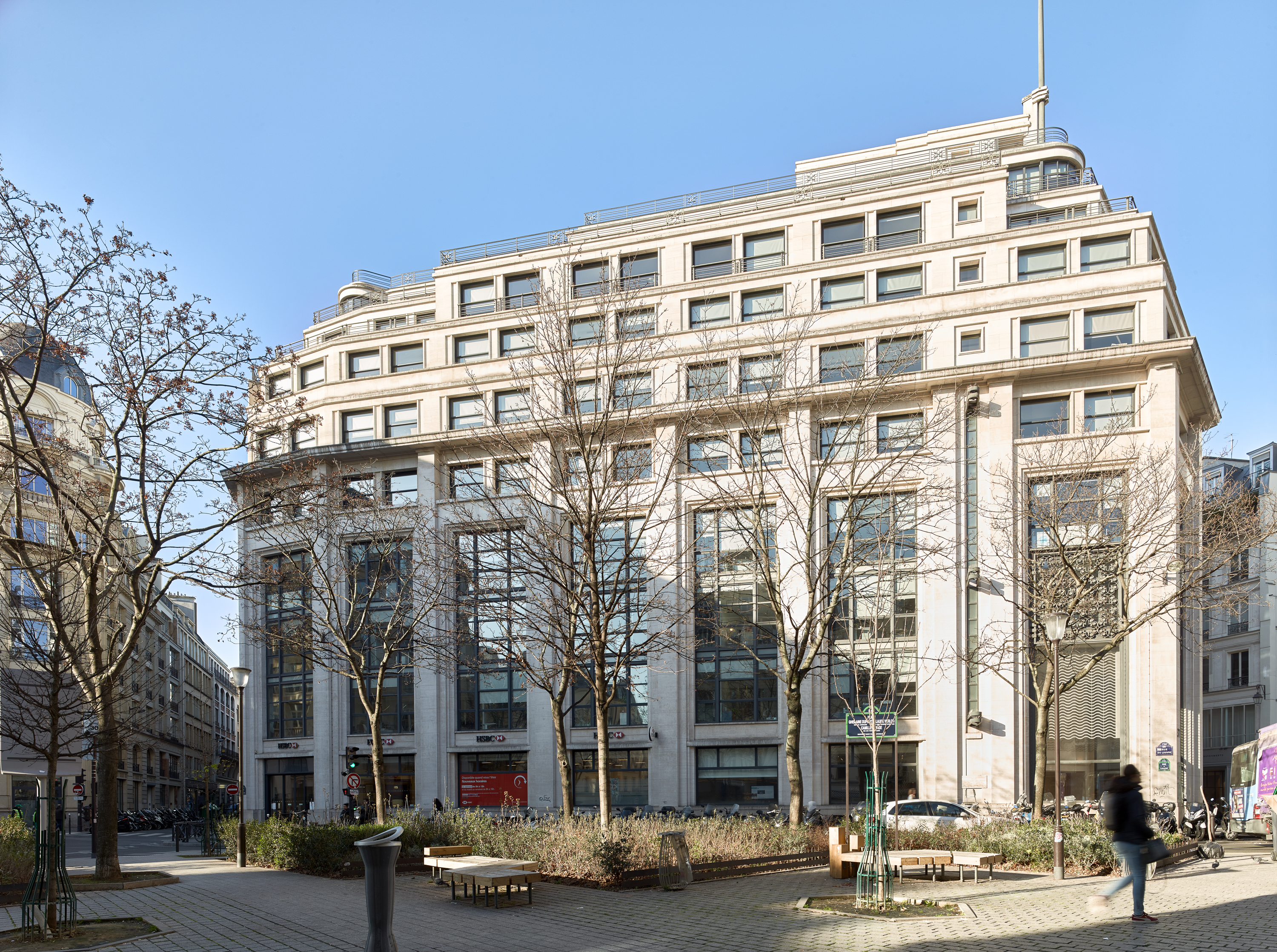
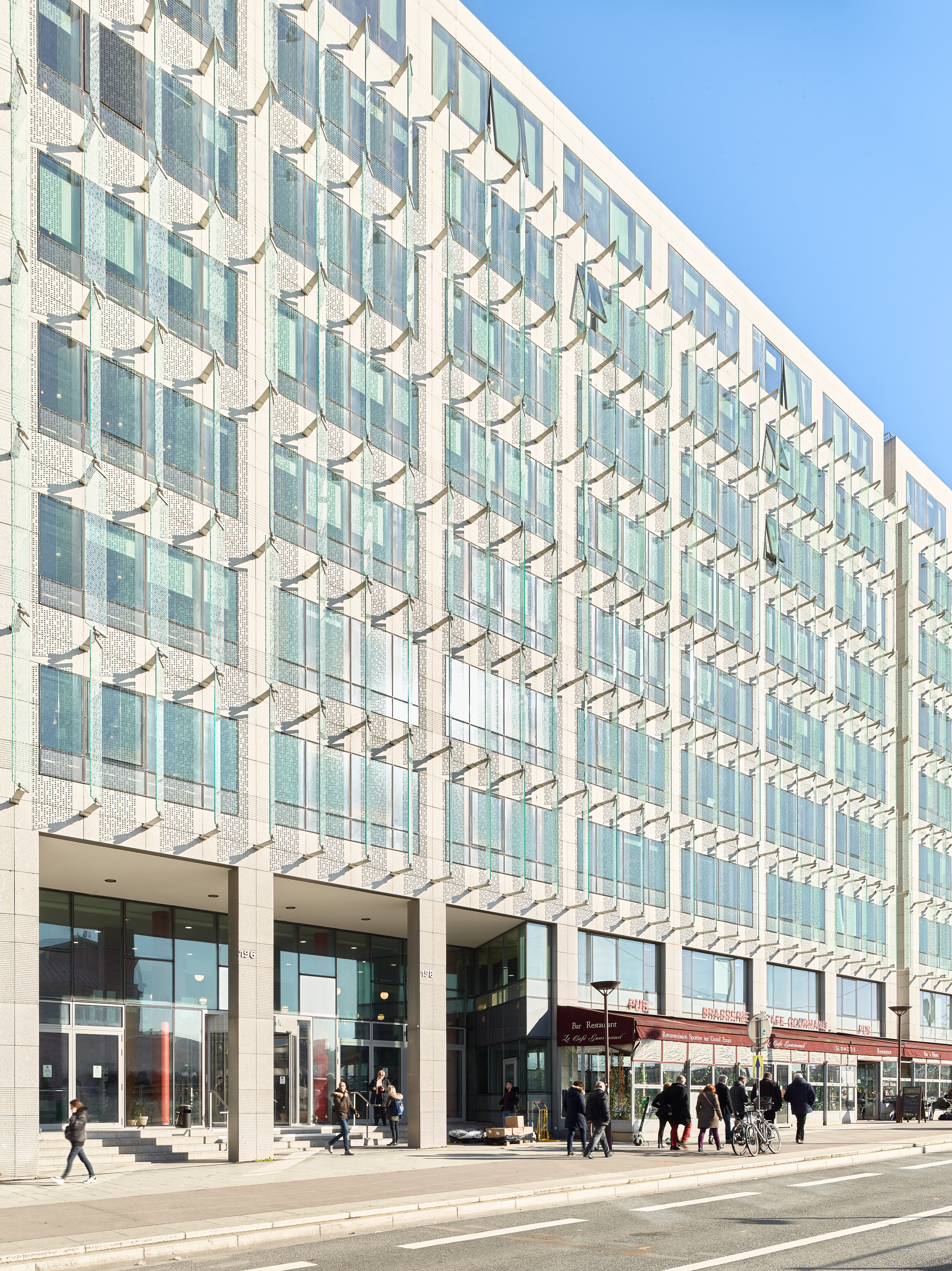
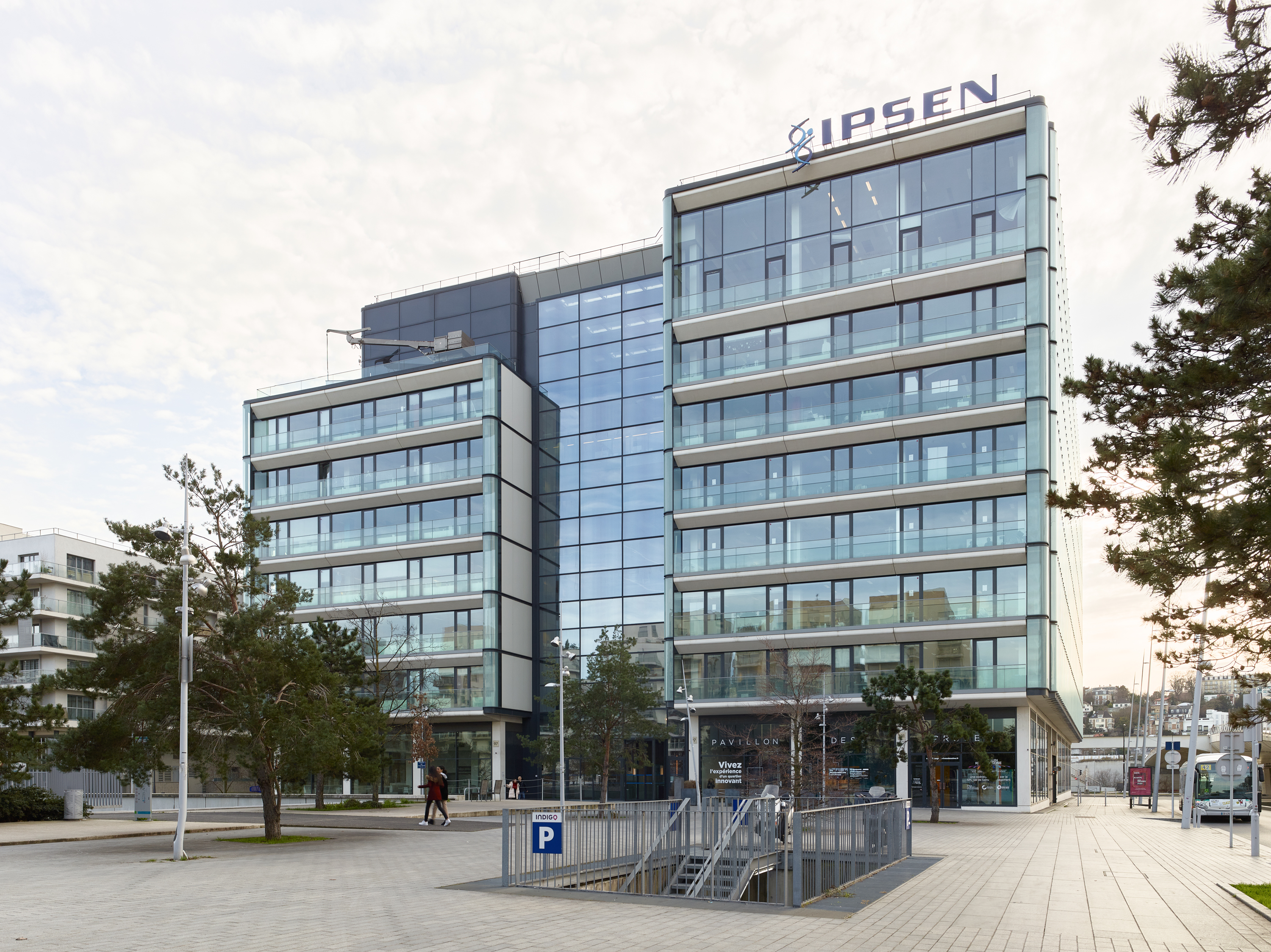
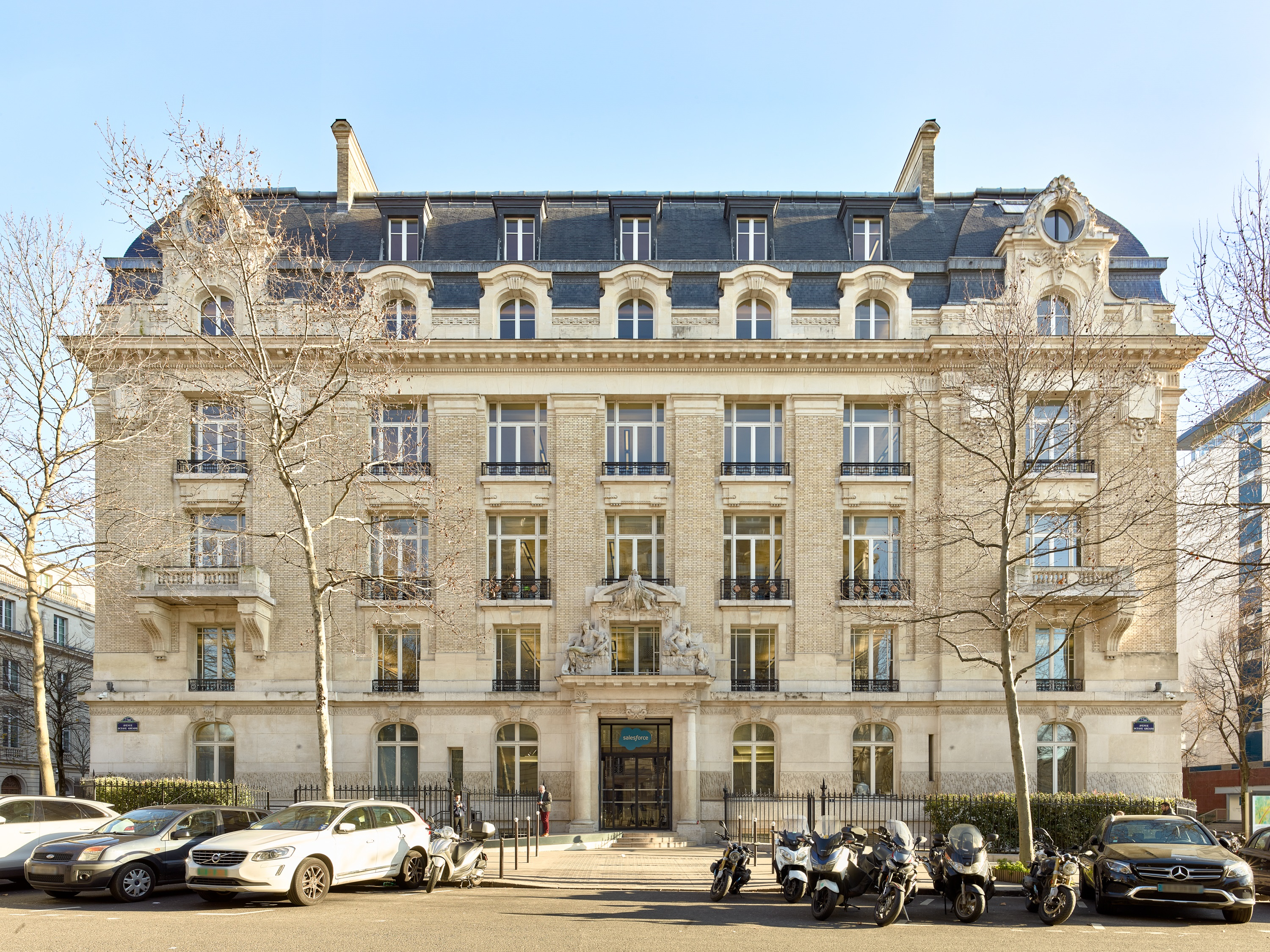

## Données boursières
Actions cotées à la Bourse de Paris (CAC Next 20).

## Actionnaires
Liste des principaux actionnaires au 23 octobre 2021.
| Nom                                    | %     |
| Caisse de dépôt et placement du Québec | 15,1% |
| Predica                                | 13,7% |
| Norges Bank Investment Management      | 9,36% |
| Gecina (Autocontrôle boursier)         | 3,80% |
| The Vanguard Group                     | 2,13% |
| BlackRock Advisors (UK)                | 1,88% |
| BNP Paribas Asset Management France    | 1,04% |
| APG Asset Management                   | 1,03% |
| Dimensional Fund Advisors              | 0,67% |
| Amundi Asset Management                | 0,62% |